# Eduardo Vidal
Eduardo Andrés Vidal Latorre (Puerto Natales, Chile, 30 de abril de 1992) es un futbolista chileno. Juega de lateral derecho en Lautaro de Buin de la Segunda División Profesional de Chile.

## Clubes
| Club                       | País  | Año       |
| -------------------------- | ----- | --------- |
| Audax Italiano             | Chile | 2011-2012 |
| San Luis                   | Chile | 2013      |
| San Antonio Unido          | Chile | 2014-2015 |
| Deportes La Serena         | Chile | 2015-2017 |
| Cobreloa                   | Chile | 2017-2018 |
| Santiago Morning           | Chile | 2019      |
| Independiente de Cauquenes | Chile | 2020-2021 |
| A.C. Barnechea             | Chile | 2022      |
| Deportes Puerto Montt      | Chile | 2023      |
| Lautaro de Buin            | Chile | 2024-Act. |